# بيت البخار (رواية)
بيت البخار (بالفرنسية: La Maison à vapeur)، (بالإنجليزية: The Steam House) هي رواية من تأليف الروائي جول فيرن صدرت عام 1880.